# چول دللک
چول‌دللک (به ترکی آذربایجانی: Çol Dəllək) یک منطقه مسکونی در جمهوری آذربایجان است که در شهرستان صابرآباد واقع شده است. چول‌دللک ۳۶۵ نفر جمعیت دارد.